# Big Sandy (Texas)
Big Sandy és una població dels Estats Units a l'estat de Texas. Segons el cens del 2008 tenia 1.360 habitants.

## Demografia
Segons el cens del 2000, Big Sandy tenia 1.288 habitants, 532 habitatges, i 342 famílies. La densitat de població era de 303,2 habitants/km².
Dels 532 habitatges en un 32,7% hi vivien nens de menys de 18 anys, en un 47,4% hi vivien parelles casades, en un 13,2% dones solteres, i en un 35,7% no eren unitats familiars. En el 34,4% dels habitatges hi vivien persones soles el 17,9% de les quals corresponia a persones de 65 anys o més que vivien soles. El nombre mitjà de persones vivint en cada habitatge era de 2,42 i el nombre mitjà de persones que vivien en cada família era de 3,11.
Per edats la població es repartia de la següent manera: un 28% tenia menys de 18 anys, un 8,7% entre 18 i 24, un 26,6% entre 25 i 44, un 19,3% de 45 a 60 i un 17,5% 65 anys o més.
L'edat mediana era de 36 anys. Per cada 100 dones de 18 o més anys hi havia 78,5 homes.
La renda mediana per habitatge era de 25.284$ i la renda mediana per família de 34.107$. Els homes tenien una renda mediana de 26.083$ mentre que les dones 21.071$. La renda per capita de la població era de 14.989$. Aproximadament el 16,4% de les famílies i el 17,8% de la població estaven per davall del llindar de pobresa.

## Poblacions més properes
El següent diagrama mostra les poblacions més properes.